# 黄脸烟管鳚
黃臉煙管鳚（學名：Chaenopsis limbaughi），為輻鰭魚綱鳚形目煙管鳚科煙管鳚屬的一種，種名是為了紀念動物學家、潛水員和水下攝影師康拉德·林博（Conrad Limbaugh，1925-1960），分布於中大西洋美國佛羅里達州、巴哈馬、波多黎各、大開曼島、維京群島、安提瓜、巴貝多、阿魯巴、古拉索、哥倫比亞和委內瑞拉海域，深度5至20公尺，本魚體細長，頭長，頭上沒有捲鬚，頭部中央的毛孔位於眼睛後半部分之間，吻部長而尖，下頜尖端突出，尾鰭圓形，與背鰭、臀鰭相連，雄魚頭前部至兩眼之間為黃色，頭下方為黃色，喉膜白色、黃色或黑色，第一、二背棘之間有一白環黑色眼斑，其背鰭硬棘之間膜的上1/3為橙色，身體呈棕褐色，沿中背有一條對馬鞍狀條紋，其上背有黃色的紅色條紋，雌魚體棕褐色，身體有條紋和橫條，頭部呈黃色，喉嚨下方呈黃色，虹膜粉紅色，背鰭前部有一個不明顯的小黑點，背鰭硬棘18-21枚、背鰭軟條31-36枚、臀鰭硬棘2枚、臀鰭軟條33-37枚，體長可達8.5公分，棲息在礫石底質水域，成群活動，通常躲在蠕蟲空巢穴，以小型甲殼類、魚類]]為食，雌魚產附著性卵，由雄魚守護魚卵，生活習性不明，可做為觀賞魚。